# بلكانة (مقاطعة تشرداول)
بلكانة (بالفارسية: پلکانه) هي قرية تقع في قسم بيجنوند الريفي (مقاطعة تشرداول) في إيران. يقدر عدد سكانها بـ 70 نسمة .